# Swietłana Grozdowa
Swietłana Christoforowna Grozdowa, po mężu Machaliczewa, ros. Светлана Христофоровна Гроздова (Махаличева) (ur. 29 stycznia 1959 w Rostowie nad Donem) – radziecka gimnastyczka pochodzenia rosyjskiego. Mistrzyni olimpijska z Montrealu (1976), medalistka zawodów krajowych i międzynarodowych, mistrzyni Związku Radzieckiego.

## Osiągnięcia
| Zawody                           | Rok                   | Konkurencja           | Konkurencja           | Konkurencja           | Konkurencja           | Konkurencja           | Konkurencja           |
| Zawody                           | Rok                   | VT                    | UB                    | BB                    | FX                    | wielobój ind.         | wielobój druż.        |
| Zawody międzynarodowe            | Zawody międzynarodowe | Zawody międzynarodowe | Zawody międzynarodowe | Zawody międzynarodowe | Zawody międzynarodowe | Zawody międzynarodowe | Zawody międzynarodowe |
| -------------------------------- | --------------------- | --------------------- | --------------------- | --------------------- | --------------------- | --------------------- | --------------------- |
| Igrzyska olimpijskie             | 1976                  | 21T QR                | 12T QR                | 13T QR                | 3T QR                 | 9T QR                 | 1                     |
| Zawody krajowe                   |                       |                       |                       |                       |                       |                       |                       |
| Mistrzostwa Związku Radzieckiego |                       |                       |                       |                       |                       |                       |                       |
| 1975                             |                       |                       | 1                     |                       | 1                     | 4                     |                       |
| 1974                             |                       |                       | 1                     | 3                     | 4                     | 4                     |                       |